# Gommecourt (Yvelines)
Gommecourt és un municipi francès, situat al departament d'Yvelines i a la regió de Illa de França. L'any 2007 tenia 643 habitants.
Forma part del cantó de Bonnières-sur-Seine, del districte de Mantes-la-Jolie i de la Comunitat de comunes Les Portes de l'Île-de-France.

## Demografia

### Població
El 2007 la població de fet de Gommecourt era de 643 persones. Hi havia 254 famílies, de les quals 56 eren unipersonals (32 homes vivint sols i 24 dones vivint soles), 97 parelles sense fills, 89 parelles amb fills i 12 famílies monoparentals amb fills.
La població ha evolucionat segons el següent gràfic:
Habitants censats

### Habitatges
El 2007 hi havia 307 habitatges, 255 eren l'habitatge principal de la família, 34 eren segones residències i 18 estaven desocupats. 284 eren cases i 13 eren apartaments. Dels 255 habitatges principals, 219 estaven ocupats pels seus propietaris, 25 estaven llogats i ocupats pels llogaters i 10 estaven cedits a títol gratuït; 3 tenien una cambra, 23 en tenien dues, 46 en tenien tres, 68 en tenien quatre i 114 en tenien cinc o més. 190 habitatges disposaven pel capbaix d'una plaça de pàrquing. A 100 habitatges hi havia un automòbil i a 135 n'hi havia dos o més.

### Piràmide de població
La piràmide de població per edats i sexe el 2009 era:
| Homes | Edats   | Dones |
| ----- | ------- | ----- |
| 0     | 95 o +  | 0     |
| 4     | 90 a 94 | 0     |
| 0     | 85 a 89 | 0     |
| 0     | 80 a 84 | 4     |
| 0     | 75 a 79 | 12    |
| 0     | 70 a 74 | 4     |
| 20    | 65 a 69 | 12    |
| 20    | 60 a 64 | 16    |
| 16    | 55 a 59 | 8     |
| 24    | 50 a 54 | 24    |
| 32    | 45 a 49 | 32    |
| 24    | 40 a 44 | 16    |
| 40    | 35 a 39 | 20    |
| 16    | 30 a 34 | 16    |
| 20    | 25 a 29 | 20    |
| 12    | 20 a 24 | 20    |
| 12    | 15 a 19 | 16    |
| 16    | 10 a 14 | 12    |
| 16    | 5 a 9   | 28    |
| 20    | 0 a 4   | 24    |

## Economia
El 2007 la població en edat de treballar era de 447 persones, 342 eren actives i 105 eren inactives. De les 342 persones actives 318 estaven ocupades (183 homes i 135 dones) i 23 estaven aturades (11 homes i 12 dones). De les 105 persones inactives 43 estaven jubilades, 32 estaven estudiant i 30 estaven classificades com a «altres inactius».

### Ingressos
El 2009 a Gommecourt hi havia 246 unitats fiscals que integraven 631,5 persones, la mediana anual d'ingressos fiscals per persona era de 21.300 €.

### Activitats econòmiques
Dels 16 establiments que hi havia el 2007, 2 eren d'empreses de fabricació d'altres productes industrials, 5 d'empreses de construcció, 1 d'una empresa d'informació i comunicació, 2 d'empreses financeres, 2 d'empreses de serveis, 2 d'entitats de l'administració pública i 2 d'empreses classificades com a «altres activitats de serveis».
Dels 5 establiments de servei als particulars que hi havia el 2009, 2 eren guixaires pintors, 1 fusteria, 1 lampisteria i 1 empresa de construcció.
L'any 2000 a Gommecourt hi havia 5 explotacions agrícoles.

## Equipaments sanitaris i escolars
El 2009 hi havia una escola elemental.

## Poblacions més properes
El següent diagrama mostra les poblacions més properes.